# Viatcheslav Constantinovitch de Russie
Viatcheslav Constantinovitch de Russie, ou Vyatcheslav Konstantinovitch Romanov (en russe : Вячеслав Константинович Романов), né à Varsovie le 13 juillet 1862 et mort à Saint-Pétersbourg le 27 février 1879, est un membre de la maison Romanov, grand-duc de Russie.

## Biographie

### Une naissance à connotation politique
Viatcheslav Constantinovitch de Russie, né à Varsovie le 13 juillet 1862 (1er juillet C.J.) est le quatrième fils et le sixième et dernier enfant du grand-duc de Russie Constantin Nikolaïevitch et d'Alexandra de Saxe-Altenbourg. Il naît à Varsovie, où ses parents sont présents en raison de la nomination récente du grand-duc Constantin, par le tsar Alexandre II, comme vice-roi de Pologne, le 8 juin 1862 (27 mai C.J.). 
Son prénom « Viatcheslav » (Venceslas) ne figurant pas dans le calendrier russe, et appartenant aux Slaves occidentaux, revêt une signification politique : le soir de sa naissance, de nombreuses maisons sont illuminées à Varsovie. L'enfant est baptisé à Varsovie et reçoit comme parrain le futur tsar Alexandre III. Cependant, en octobre 1863, le grand-duc Constantin et sa famille sont rappelés en Russie par le tsar, en raison de l'insurrection des Polonais face à laquelle Constantin a échoué. En 1864, alors qu'il n'a que deux ans, Viatcheslav est nommé chef du 21e régiment d'infanterie Mourom.

### Formation et mort prématurée
Surnommé par ses proches « Slava », il est le petit dernier de la famille et l'enfant préféré, mais malheureusement sa santé demeure fragile. En 1875, à treize ans, le grand-duc Viatcheslav et son frère aîné le grand-duc Dimitri Constantinovitch de Russie sont inscrits comme élèves officiers à bord du Kadetski, l'école du corps des cadets de la Marine. Ensemble, les deux frères partagent la vie rigoureuse des marins. Au cours de leur formation militaire, ils croisent dans le golfe de Finlande. Ils passent leur temps à l'entraînement et aux veilles. Au point de vue des arts, Viatcheslav est doué pour la musique et le dessin.
En 1879, à l'âge de seize ans, il se plaint soudainement de maux de tête. Il reste alité avec une icône placée sous son oreiller, entouré par sa famille, mais Viatcheslav meurt d'une inflammation cérébrale une semaine plus tard, à Saint-Pétersbourg, le 27 février 1879 (15 février C.J.).

### Témoignages posthumes

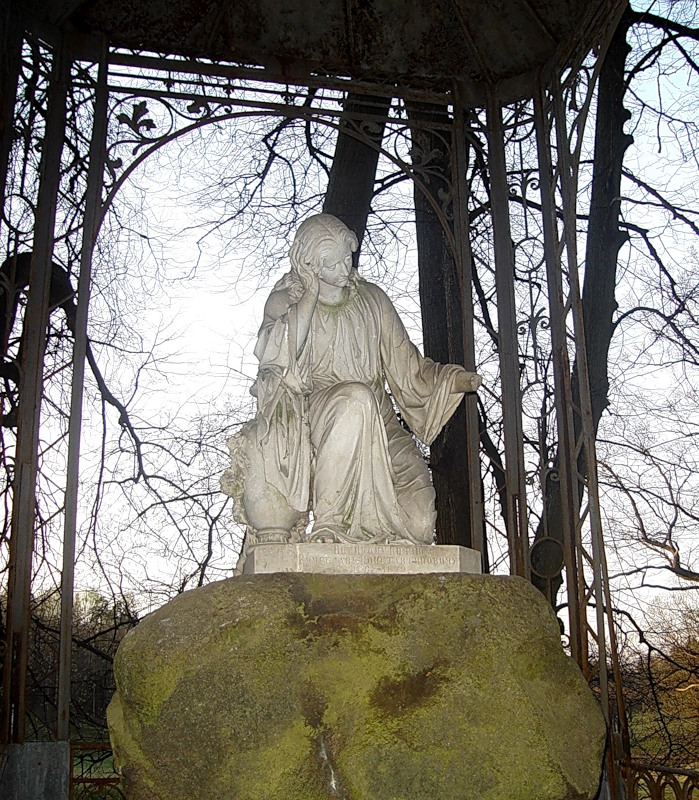
Monument à la mémoire du grand-duc Viatcheslav Constantinovitch de Russie dans le parc du palais de Pavlovsk.

Par la suite, sa mère la grande-duchesse Alexandra de Saxe-Altenbourg indique qu'elle avait vu la veille du jour où Viatcheslav Constantinovitch de Russie tomba malade, le fantôme d'une dame blanche dans la galerie d'art du palais de Pavlovsk. Elle prit cette apparition comme un signe de mort.
Plus tard, son frère aîné, le grand-duc Constantin Constantinovitch de Russie se remémora, alors qu'il marchait derrière le cortège funèbre de son frère, combien Viatcheslav Constantinovitch de Russie était sensible à tous les détails concernant les processions funèbres qu'il reproduisait volontiers par le dessin.

## Honneurs
- Chevalier de l'ordre de Saint-André (Empire russe) ;
- Grand-croix de l'ordre de la Couronne de Wurtemberg (1874).

## Généalogie

### Maison d'Oldenbourg
Viatcheslav Constantinovitch de Russie appartient à la seconde branche issue de la première lignée de la Maison d'Oldenbourg-Russie (Maison de Holstein-Gottorp-Romanov), elle-même issue de la première branche de la Maison de Holstein-Gottorp. Ces trois branches sont toutes issues de la première branche de la Maison d'Oldenbourg.

### Ascendance
|  |                                           |  |  |  |  |  |  |  |  |  |  |  |  |
|  | 8. Paul Ier de Russie                     |  |  |  |  |  |  |  |  |  |  |  |  |
|  |                                           |  |  |  |  |  |  |  |  |  |  |  |  |
|  |                                           |  |  |  |  |  |  |  |  |  |  |  |  |
|  | 4. Nicolas Ier de Russie                  |  |  |  |  |  |  |  |  |  |  |  |  |
|  |                                           |  |  |  |  |  |  |  |  |  |  |  |  |
|  |                                           |  |  |  |  |  |  |  |  |  |  |  |  |
|  | 9. Sophie-Dorothée de Wurtemberg          |  |  |  |  |  |  |  |  |  |  |  |  |
|  |                                           |  |  |  |  |  |  |  |  |  |  |  |  |
|  |                                           |  |  |  |  |  |  |  |  |  |  |  |  |
|  | 2. Constantin Nikolaïevitch de Russie     |  |  |  |  |  |  |  |  |  |  |  |  |
|  |                                           |  |  |  |  |  |  |  |  |  |  |  |  |
|  |                                           |  |  |  |  |  |  |  |  |  |  |  |  |
|  | 10. Frédéric-Guillaume III de Prusse      |  |  |  |  |  |  |  |  |  |  |  |  |
|  |                                           |  |  |  |  |  |  |  |  |  |  |  |  |
|  |                                           |  |  |  |  |  |  |  |  |  |  |  |  |
|  | 5. Charlotte de Prusse                    |  |  |  |  |  |  |  |  |  |  |  |  |
|  |                                           |  |  |  |  |  |  |  |  |  |  |  |  |
|  |                                           |  |  |  |  |  |  |  |  |  |  |  |  |
|  | 11. Louise de Mecklembourg-Strelitz       |  |  |  |  |  |  |  |  |  |  |  |  |
|  |                                           |  |  |  |  |  |  |  |  |  |  |  |  |
|  |                                           |  |  |  |  |  |  |  |  |  |  |  |  |
|  | 1. Viatcheslav Constantinovitch de Russie |  |  |  |  |  |  |  |  |  |  |  |  |
|  |                                           |  |  |  |  |  |  |  |  |  |  |  |  |
|  |                                           |  |  |  |  |  |  |  |  |  |  |  |  |
|  | 12. Frédéric Ier de Saxe-Hildburghausen   |  |  |  |  |  |  |  |  |  |  |  |  |
|  |                                           |  |  |  |  |  |  |  |  |  |  |  |  |
|  |                                           |  |  |  |  |  |  |  |  |  |  |  |  |
|  | 6. Joseph de Saxe-Altenbourg              |  |  |  |  |  |  |  |  |  |  |  |  |
|  |                                           |  |  |  |  |  |  |  |  |  |  |  |  |
|  |                                           |  |  |  |  |  |  |  |  |  |  |  |  |
|  | 13. Charlotte de Mecklembourg-Strelitz    |  |  |  |  |  |  |  |  |  |  |  |  |
|  |                                           |  |  |  |  |  |  |  |  |  |  |  |  |
|  |                                           |  |  |  |  |  |  |  |  |  |  |  |  |
|  | 3. Alexandra de Saxe-Altenbourg           |  |  |  |  |  |  |  |  |  |  |  |  |
|  |                                           |  |  |  |  |  |  |  |  |  |  |  |  |
|  |                                           |  |  |  |  |  |  |  |  |  |  |  |  |
|  | 14. Louis-Frédéric de Wurtemberg          |  |  |  |  |  |  |  |  |  |  |  |  |
|  |                                           |  |  |  |  |  |  |  |  |  |  |  |  |
|  |                                           |  |  |  |  |  |  |  |  |  |  |  |  |
|  | 7. Amélie de Wurtemberg                   |  |  |  |  |  |  |  |  |  |  |  |  |
|  |                                           |  |  |  |  |  |  |  |  |  |  |  |  |
|  |                                           |  |  |  |  |  |  |  |  |  |  |  |  |
|  | 15. Henriette de Nassau-Weilbourg         |  |  |  |  |  |  |  |  |  |  |  |  |
|  |                                           |  |  |  |  |  |  |  |  |  |  |  |  |
|  |                                           |  |  |  |  |  |  |  |  |  |  |  |  |